# ضدنا (فجیره)

ضدنا (در عربی:  اَلضَدنا ) روستای کوچکی از توابع شهر دبا الفجیره در نوار ساحلی کرانهٔ دریای عمان از توابع امارت فجیره از امارات هفتگانه دولت امارات متحده عربی و در شبه جزیره عربستان واقع شده‌است. این روستای در پایهٔ رشتهٔ کوه حجر واقع شده‌است.

## جمعیت
جمعیت آن ۱۳۰ نفر (۲۵۵ خانوار) می‌باشند که از اهل سنت و مالکی مذهب هستند. . شغل عمدهٔ مردم روستا کشاورزی و ماهی گیری است. بعضی از مردم نیز دام خانه‌ای نیز دارند.